# 信貴線
信貴線（日语：／ Shigi sen */?）是自日本大阪府八尾市的河內山本車站至信貴山口車站的近畿日本鐵道（近鐵）的鐵道路線。全線均位於八尾市內。

## 概要
信貴線是前往信貴山朝護孫子寺西側的路線的一部份，在信貴山口車站和西信貴鋼索線接續。沿線充滿了變化，在通過河內山本車站附近的住宅區，跨過外環状線后開始沿線逐漸是田園風景。途中在服部川附近可眺望大阪平原。服部川車站至信貴山口車站則有眾多急轉彎，有著山岳路線的趣味。另外，在服部川車站附近有40‰的勾配，這是近鐵所有線路中最急的。在工作日，主要乘客是通勤、通學的乘客。在休息日則也有頗多觀光客及登山客、前往高安山的霊園參拜客乘坐。
可使用スルッとKANSAI對應交通卡以及Jスルーカード（只限在自動售票機交換車票）、IC交通卡PiTaPa、ICOCA。

### 路線資料
- 路線距離（營業距離）：2.8公里
- 軌距：1435毫米
- 站數：3個（包括起終點站）
- 複線路段：沒有（全線單線）
- 電氣化路段：全線電氣化（直流1500V）
- 閉塞方式：自動閉塞式

全線由大阪統括部管轄。

## 運行形態
僅運行在線內往返運行的普通列車，早晚約15分間隔運行一班列車，白為約20分間隔運行一班列車（2010年時刻表變更之前在白天也是間隔15分運行）。其中早晚運行的列車中，約半數直通西信貴鋼索線。白天約40分有1班直通直通西信貴鋼索線的列車。1967年之前，也有開自上本町車站的直通準急運行。2010年12月12日，作為紀念信貴線、西信貴鋼索線開業80周年的紀念活動，恢復運行了直通準急列車。
另外，在除夕至元旦期間進行徹夜運行。最近數年多為時隔約30分運行一班在線內往返運行的普通列車，以及直通至西信貴鋼索線的列車。具體的時刻請參考近鐵的官方網站。
信貴線的速度上限設定較慢。雖然河内山本車站 - 服部川車站區間線形較好且站間距也較長，全線的最高速度仍被限制在65km/h。

## 車輛
由於信貴線只對應2輛編成的列車，因此線內只限使用2輛編成的車輛，此外也使用大阪線所屬的車輛。信貴線內主要使用1430系。詳細請參考大阪線。另外在信貴線並未使用9020系。

## 歷史
近鐵的前身大阪電氣軌道（大軌）曾在信貴線開業同日開業了信貴山電鐵鋼索線（現在的西信貴鋼索線）、山上鐵道線（1944年休止，1957年廢止）。最初線路計劃自信貴山口出發，通過生駒山麓前往櫻井。信貴線也擁有可建設複線的線路用地。另外，也曾有自信貴山口出發北上，在瓢箪山接續奈良線的計劃。
開通当時，在信貴山朝護孫子寺東側，已經可以通過信貴生駒電鐵在1922年開通的生駒線的一部份以及東信貴鋼索線（1983年廢止）前往信貴山朝護孫子寺。
然而隨著信貴線和信貴山電鐵的開業，之前通過經由關西本線及信貴生駒電鐵前往信貴山；以及在1927年信貴生駒電鐵生駒站 - 王寺站區間全通之後，經由大軌奈良線、信貴生駒電鐵，自大阪前往信貴山的眾多乘客都改乘坐大軌櫻井線（後來的近鐵大阪線）、信貴線、信貴山電鐵前往信貴山。因此信貴生駒電鐵受到打擊。最后為試圖延續企業，信貴生駒電鐵被併入大軌的旗下。信貴生駒電鐵和大軌均合併入近鐵則是1964年的事情。
- 1930年（昭和5年）12月15日：山本車站（現在的河内山本車站） - 信貴山口車站區間開業。
- 1968年（昭和43年）10月10日：開始使用自動列車停止装置 (ATS) 。
- 2001年（平成13年）2月1日：在各車站開始使用スルッとKANSAI對應交通卡。
- 2001年（平成13年）10月14日：在各車站開始使用Jスルーカード。
- 2007年（平成19年）4月1日：在各車站開始使用PiTaPa、ICOCA。
- 2009年（平成21年）3月1日：停止Jスルーカード在自動檢票機，過乘精算機的使用[2]。
- 2010年（平成22年）3月19日：因自當天開始修改時刻表，白天的運行間隔由每小時四班列車減少為每小時三班列車
- 2010年（平成22年）12月12日：作為信貴線、西信貴鋼索線開業80周年記念的紀念活動，復活運行開自大阪上本町車站的直通列車。

## 車站列表
所有車站都位於大阪府八尾市。
| 車站編號 | 中文站名 | 日文站名 | 英文站名 | 站間距離 | 營業距離 | 接續路線                           |
| -------- | -------- | -------- | -------- | -------- | -------- | ---------------------------------- |
| J12      | 河內山本 |          |          | -        | 0.0      | 近畿日本鐵道： 大阪線（D12）       |
| J13      | 服部川   |          |          | 2.0      | 2.0      |                                    |
| J14      | 信貴山口 |          |          | 0.8      | 2.8      | 近畿日本鐵道： 西信貴鋼索線（Z14） |